# Позивний «Бандерас»
«Позивни́й „Банде́рас“» — український військовий детективний фільм режисера Зази Буадзе. Сценарій стрічки, написаний Сергієм Дзюбою та Артемієм Кірсановим має в основі щоденники нацгвардійця Сергія Башкова з позивним «Індіанець» та розповіді воїнів АТО.
Стрічка вийшла в широкий український прокат 11 жовтня 2018 року.

## Сюжет
Восени 2014 року в зоні АТО група розвідників на чолі з досвідченим капітаном Антоном Саєнком (позивний «Бандерас») намагається запобігти диверсії та знешкодити російського підривника Ходока. Завдання ускладнюється тим, що події відбуваються біля рідного села Бандераса.

## У ролях
| Актор               | Роль                     |
| ------------------- | ------------------------ |
| Олег Шульга         | Антон Саєнко, «Бандерас» |
| Сергій Лефор        | «Говерла»                |
| Антон Андрющенко    | «Льоха»                  |
| Володимир Романко   | «Мореман»                |
| Олег Онещак         | «Індіанець»              |
| Олег Волощенко      | «Коцюба»                 |
| Олег Власов         | комбат                   |
| Юлія Чепурко        | Женя                     |
| Михайло Озеров      | Колян                    |
| Марта Папич         | Ірина «Док»              |
| Микола Змієвський   | «Борода»                 |
| Ігор Шульга         | «Манекен»                |
| Соломія Закордонець | Тоня, донька Яни         |

В епізодичних ролях знімалися справжні військові Збройних сил України, які брали участь у антитерористичній операції на сході України.

## Виробництво

### Зйомки
У квітні 2017-го акторський склад фільму на одному з полігонів неподалік Кропивницького пройшов інтенсивну підготовку під керівництвом досвідчених військових інструкторів. Знімальний період фільму розпочався всередині травня 2017 року та проходив на Херсонщині та Одещині, де, окрім іншого, була задіяна справжня військова техніка, яку надало Міністерство оборони України. Зйомки закінчилися у Києві 29 червня цього ж року.

### Кошторис
Фільм став одним із переможців Дев'ятого конкурсного відбору Державного агентства України з питань кіно. 13 грудня 2016 Держкіно уклало з компанією «Три-я-да Продакшн» контракт про надання кінопроєкту «Позивний Бандерас» державної фінансової підтримки розміром 19,6 млн грн. Загальна вартість виробництва фільму становить 39,3 млн.грн.

## Реліз

### Кінотеатральний прокат
Стрічка вийшла в широкий український прокат 11 жовтня 2018 року.

### Реліз на домашньому відео
6 грудня 2018 року до Дня Збройних Сил України фільм став доступний на VOD платформі Megogo в Україні.
Згодом фільм став доступний 16 травня 2019 (VOD) та 17 вересня 2019 року (DVD) для глядачів Південної Кореї (з оригінальною україномовно-російськомовною аудіо-доріжкою та корейськими субтитрами); тамтешні дистриб'ютори Movement Pictures / K Media локалізували назву як Операція Бандерас (кор. 작전명 반데라스). Пізніше фільм став також доступний 20 червня 2019 року на DVD для глядачів Нідерландів (з оригінальною україномовно-російськомовною аудіо-доріжкою та нідерландськими субтитрами); тамтешній дистриб'ютор Source 1 Media локалізував назву як Позивний Бандерас (англ. Call Sign Banderas). Пізніше фільм став також доступний 2 серпня 2019 року на DVD та VOD для глядачів Японії (з оригінальною україномовно-російськомовною аудіо-доріжкою та японськими субтитрами); тамтешній дистриб'ютор Trans World Associates (TWA) локалізував назву як Бандерас герой України (яп. トランスワールドアソシエイツ). Пізніше фільм став також доступний 12 грудня 2019 року на DVD для глядачів Данії а також Швеції, Фінляндії та Норвегії а також на VOD для глядачів Фінляндії (з оригінальною україномовно-російськомовною аудіо-доріжкою та данськомовними, шведськомовними, фінляндськомовними та норвежськомовними субтитрами); тамтешній дистриб'ютори Soul Media / Take One локалізували назву як Позивний Бандерас (англ. Call Sign Banderas).

## Відгуки кінокритиків
Фільм отримав змішані відгуки від українських кінокритиків.

## Нагороди та номінації
| Список нагород та номінацій | Список нагород та номінацій | Список нагород та номінацій | Список нагород та номінацій | Список нагород та номінацій | Список нагород та номінацій |
| Кінофестиваль/Кінопремія    | Рік                         | Категорія                   | Номінант(и)                 | Результат                   | Дж                          |
| --------------------------- | --------------------------- | --------------------------- | --------------------------- | --------------------------- | --------------------------- |
| Премія «Золота дзиґа»       | 19.04.2019                  | Найкращий монтаж            | Іван Банніков               | Перемога                    | [ 25 ]                      |
| Премія «Золота дзиґа»       | 19.04.2019                  | Найкращий художник із гриму | Ольга Аїтарнія              | Номінація                   | [ 25 ]                      |
| Премія «Золота дзиґа»       | 19.04.2019                  | Премія глядацьких симпатій  | Позивний «Бандерас»         | Номінація                   | [ 25 ]                      |